# Daniel Royer
Daniel Royer (Schladming, Austria; 22 de mayo de 1990) es un futbolista austriaco. Juega de extremo.

## Selección
- Ha sido internacional con la selección de fútbol de Austria en 6 ocasiones.
- Ha sido internacional con la selección sub-21 de Austria en 9 ocasiones anotando 3 goles.

## Clubes
| Club               | País           | Año         |
| ------------------ | -------------- | ----------- |
| F.C. Pasching      | Austria        | 2009 - 2010 |
| SV Ried            | Austria        | 2010 - 2011 |
| Hannover 96        | Alemania       | 2011 - 2013 |
| Colonia (Cedido)   | Alemania       | 2012 - 2013 |
| FK Austria Viena   | Austria        | 2013 - 2015 |
| F.C. Midtjylland   | Dinamarca      | 2015 - 2016 |
| New York Red Bulls | Estados Unidos | 2016 - 2021 |

## Palmarés

### Campeonatos nacionales
| Título                 | Club               | País           | Año     |
| ---------------------- | ------------------ | -------------- | ------- |
| ÖFB Cup                | SV Ried            | Austria        | 2010-11 |
| MLS Supporters' Shield | New York Red Bulls | Estados Unidos | 2018    |